# Fanny Brice
Fanny Brice, pseudonimo di Fania Borach (New York, 29 ottobre 1891 – Beverly Hills, 29 maggio 1951), è stata un'attrice e cantante statunitense.

## Biografia
Fu una delle più famose cantanti e attrici di palcoscenico americane della prima metà del XX secolo, in cui conobbe una grande fama nelle scintillanti riviste delle Ziegfeld Follies di Broadway, alle quali partecipò con assoluta continuità tra il 1910 e il 1923.
In Ziegfeld Follies of 1910 è nel cast con Anna Held, Lillian Lorraine e Bert Williams.
Dotata di una verve comica spiccata e auto-ironica, grazie alla bella voce unita ad una fisicità poco conforme ai canoni di bellezza dell'epoca (alta, magra, dotata di una bocca ampia e di un naso importante, decisamente non aggraziata), Fanny conobbe notevole popolarità presso il pubblico statunitense anche grazie alle incisioni di canzoni di successo negli anni venti e trenta, tra cui le celebri composizioni del marito compositore Billy Rose.
Pur non sfondando mai al cinema, malgrado alcune sue apparizioni in pellicole musicali in bianco e nero, visse una seconda giovinezza grazie ad una serie di spettacoli radiofonici e televisivi nel corso degli anni quaranta.
Morì a 59 anni a causa di un'emorragia cerebrale.
Alla sua vita fu liberamente ispirato il musical Funny Girl, fortemente voluto dal genero Ray Stark (marito della figlia Frances), che lanciò Barbra Streisand nell'olimpo dei grandi artisti dello show-business mondiale e fu occasione per far conoscere il nome di Fanny al di fuori degli Stati Uniti. Il film ebbe un sequel: Funny Lady, diretto da Herbert Ross nel 1975 e interpretato, oltre che dalla Streisand, da James Caan. 
Già precedentemente, alla vita di Fanny Brice fu ispirato il film La rosa di Washington (1939), che nel plot presenta analogie con Funny Girl; il film, di produzione 20th Century Fox, fu diretto da Gregory Ratoff, con protagonisti Alice Faye e Tyrone Power. 
Come Barbra Streisand in Funny Girl, Alice Faye nel film canta My man, lanciato in America da Brice. Versione americana del brano originale Mon homme cavallo di battaglia della grande vedette francese Mistinguett stella delle Folies Bergère, My man fu poi brano di punta anche di Billie Holiday che ne fece un successo personale in molte  famose versioni fin dagli anni ‘30 e la cantò nei suoi concerti dal vivo fino agli ultimi live recorded degli anni ‘50 in cui, in omaggio alla prima interprete americana, l’annunciava con  deferenza come canzone “made famous by miss Fanny Brice”.

## Riconoscimenti
A Fanny Brice sono state assegnate due stelle sulla Hollywood Walk of Fame, una per il suo contributo all'industria cinematografica che si trova al 6415 del Hollywood Blvd., l'altra per la sua attività musicale, che si trova al 1500 di Vine Street.

## Filmografia
- My Man, regia di Archie Mayo (1928)
- Be Yourself!, regia di Thornton Freeland (1930)
- The Man from Blankley's, regia di Alfred E. Green (1930)
- Delitto senza passione (Crime Without Passion), regia di Ben Hecht, Charles MacArthur, Lee Garmes (1934)
- Il paradiso delle fanciulle (The Great Ziegfeld), regia di Robert Z. Leonard (1936)
- Viva l'allegria (Everybody Sing), regia di Edwin L. Marin (1938)
- Ziegfeld Follies, regia di Lemuel Ayers, Roy Del Ruth e altri (1945)
- The Story of Will Rogers, regia di Michael Curtiz (1952)

### Film o documentari dove appare Fanny Brice
- Night Club, regia di Robert Florey - cortometraggio (1929)

- Zelig, regia di Woody Allen (1983)

## Spettacoli teatrali (parziale)
- Ziegfeld Follies of 1910 (Broadway, 20 giugno 1910)
- Ziegfeld Follies of 1911 (Broadway, 26 giugno 1911)
- Ziegfeld Follies of 1916 (Broadway, 12 giugno 1916-16 settembre 1916)
- Ziegfeld Follies of 1917, regia di Ned Wayburn (New Amsterdam Theatre, 12 giugno 1917)
- Ziegfeld Follies of 1920
- Ziegfeld Follies of 1936 (Broadway, 1936)